# Eliasz Arciszewski
Eliasz Arciszewski herbu Prawdzic (zm. ok. 1630) – polski teolog i duchowny braci polskich, pastor w Śmiglu.

## Życiorys
Urodził się w Wielkopolsce około połowy XVI w. w rodzinie Krzysztofa Arciszewskiego i Barbary Kawęczyńskiej. W 1589 zakupił Rogalin oraz Śmigiel. Dzięki niemu rozwinęła się gmina braci polskich w Śmiglu, która istniała już od lat 70. XVI w. i  która stała się jednym z głównych ośrodków braci polskich w Polsce. Arciszewski był jej patronem, a w 1592 i prawdopodobnie po 1618 przejściowo pełnił również funkcję ministra. Składała się ona głównie z mieszczan i niewielkiej liczby szlachty, która wyznawała hasła radykalnego nurtu ariańskiego. Przybywali do niej wybitni działacze ariańscy, a także teologowie polscy oraz niemieccy. Miały tu miejsce synody (np. ogólnopolski synod braci polskich w 1594) i dysputy z przeciwnikami, głównie poznańskimi jezuitami, ale też luteranami.
Arciszewski był gorącym zwolennikiem Socyna i pozostawał z nim w stałym kontakcie, a w 1594 wydał na własny koszt jego dzieło „De Jesu Christo Servatore” (O Jezusie Chrystusie Zbawicielu), zaopatrując je w przedmowę. Hojnie łożył w Śmiglu na zbór oraz znaną z wysokiego poziomu nauczania, znajdującą się tam  szkołę. Na lata 1592–1595 przypadła jego najżywsza działalność, po czym ośrodek śmigielski zaczął tracić na znaczeniu. W rezultacie po 1600 wybitniejsi działacze przenieśli się do Rakowa, a Eliaszowi zabrakło środków na dalsze wspieranie ruchu braci polskich. Zadłużył się u Kaspra Jaruzela Brzeźnickiego, po czym w latach 1608–1618 stopniowo utracił cały swój majątek. Po utracie Śmigla przeniósł się do Nietążkowa, gdzie pełnił rolę patrona i kaznodziei.
Był żonaty z Heleną Zakrzewską i pozostawił synów: Krzysztofa, Eliasza Młodszego, Bogusława oraz kilka córek. Obaj synowie, za zabójstwo K.J. Brzeźnickiego (palestranta, którego rzekome machinacje doprowadziły rodzinę Arciszewskich do ruiny) w 1623 r. zostali skazani na infamię oraz banicję.